# Oroko (langue)
Pour les articles homonymes, voir Oroko.
L'oroko (ou bakundu, bakundu-balue, oroko de l'Est, oroko de l'Ouest) est une langue bantoue parlée au Cameroun dans la région du Sud-Ouest, le département du Meme, le sud-ouest de l'arrondissement de Kumba, une grande partie de ceux de Konye et Mbonge ; dans le département du Ndian, les arrondissements de Mundemba, Ekondo-Titi et Dikome-Balue.
En 2000 on dénombrait 106 000 locuteurs.

## Écriture
Une orthographe oroko a été adoptée en 2004 et a été utilisée dans la traduction de la Bible en oroko, Ekoaɗo Ekɔɗɔnɔ na Ngbɛɗi ja Beboteɗi, publiée en 2018.
| a | b | c | ɗ | e | ɛ | f | i | j | k | kp | m | mb | n | nd | ng | ngb | nj | ny | ŋ | o | ɔ | s | t | u | w | y |